# Schloss Wasentegernbach
Das Schloss Wasentegernbach in Wasentegernbach (Wasentegernbach 1), einem heutigen Stadtteil von Dorfen im Landkreis Erding in Bayern, wurde 220 m nordwestlich vom Burgstall Wasentegernbach errichtet und bis auf einen heute noch als Wohnhaus genutzten Gebäudeteil abgebrochen. Das Schloss war Sitz eines Pflegamtes der Fürstpropstei Berchtesgaden.

## Geschichte
1104 werden erstmals Edle von „Tegerinvach“ genannt, deren Sitz in Wasentegernbach schon damals eine Wasserburg gewesen sein soll. 1368 verkaufte ein Hans Pocher die Burg an Georg von Fraunberg zu Prunn.
1392 erwarb Erasmus Laiminger zu Amerang die „Veste“ Tegernbach. Die Laiminger bauten „das Schloss prächtig aus – mit fünf Kuppeln und einer Schlosskapelle“.
1582 verkaufte Aham von Laiming Schloss und Hofmark an die Fürstpropstei Berchtesgaden unter Jakob II. Pütrich. Schloss Wasentegernbach wurde fürstpröpstliches Verwaltungszentrum mit Pflegbeamten für die Hofmarken Wasentegernbach, Eibach, Breitenloh, Jettenstetten und Grüntegernbach.
Im Zuge der Säkularisation fiel der zum Schloss zugehörige Besitz 1803 an den bayerischen Staat. Gebäudeteile des Schlosses wurden bis auf die unteren Geschosse geschleift und in der Folgezeit stark umgebaut, die Türme und die dem hl. Georg geweihte Schlosskapelle abgetragen. Seit 1811 ist das Schloss im Besitz einer bürgerlichen Familie.

## Beschreibung
Das Schloss liegt 370 m nördlich der Filialkirche St. Johannes Evangelist von Wasentegernbach, unmittelbar südlich der Isen. Das Schloss umfasste eine viergeschossige Anlage mit Kuppeltürmen und Schlosskapelle, die 1803 in Teilen abgebrochen wurde, und seit 1811 von den Besitzern als Wohnhaus sowie seit einiger Zeit auch als Gästehaus genutzt wird. In das Schloss verbaut wurden Reste des Burgstalls Wasentegernbach, einer vermutlich Ende des 11., Anfang des 12. Jahrhunderts bereits als Wasserburg errichteten Burg, die im Laufe des 15. Jahrhunderts abgegangen ist bzw. nach und zum Schloss umgebaut wurde.
Die Anlage wird als Bodendenkmal unter der Aktennummer D-1-7739-0135 im Bayernatlas als „untertägige mittelalterliche und frühneuzeitliche Befunde im Bereich des abgegangenen Schlosses Wasentegernbach und seiner Vorgängerbauten“ geführt.

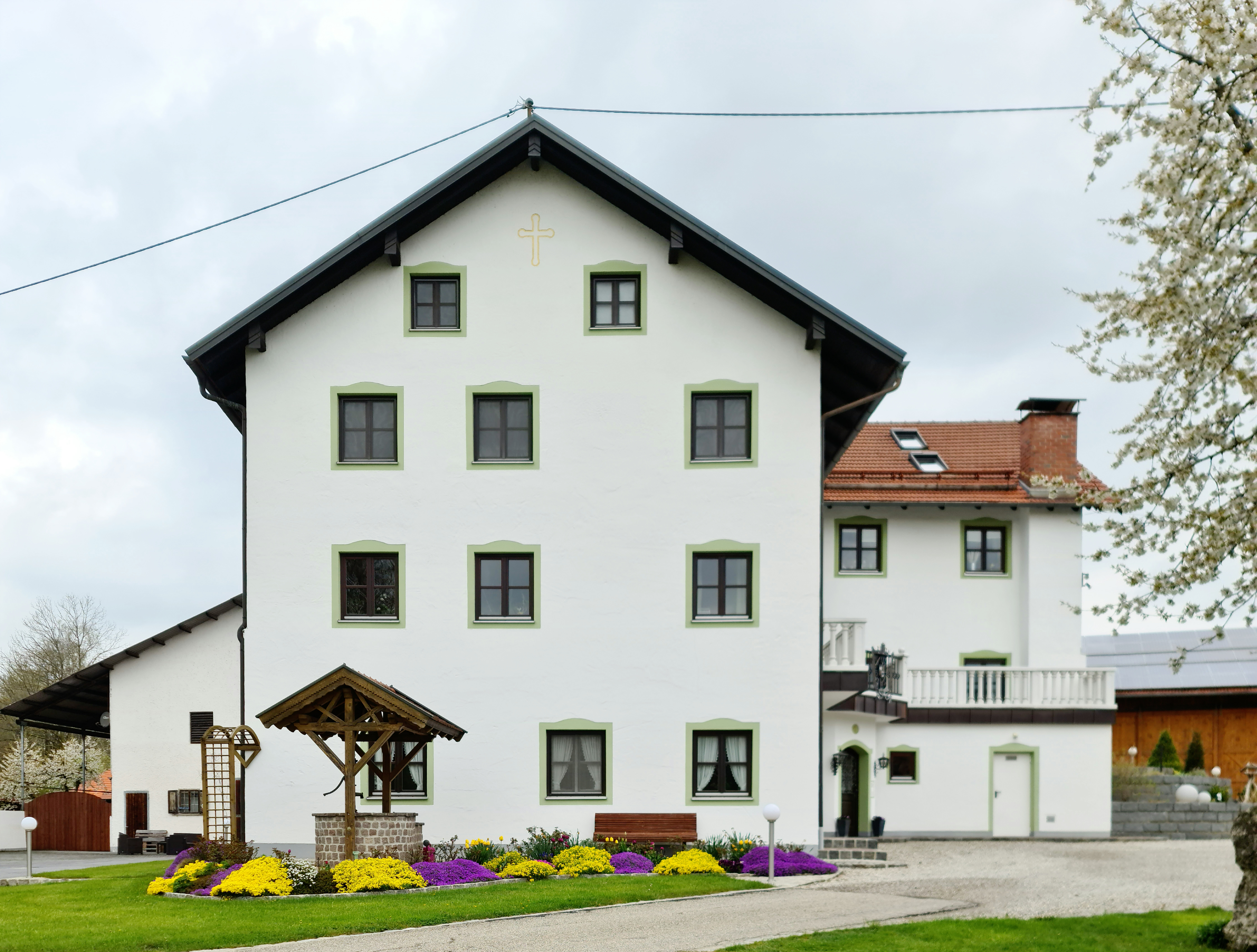
Erhaltener Gebäuderest von Schloss Wasentegernbach
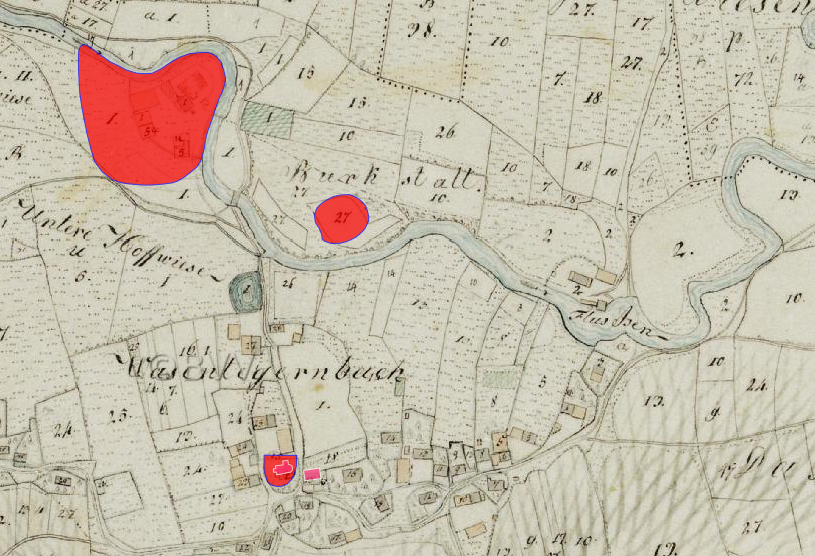
Lageplan von Schloss (oben links) und Burgstall Wasentegernbach (Mitte rechts) auf dem Urkataster von Bayern